# Laotański Kościół Ewangeliczny
Laotański Kościół Ewangeliczny (ang. Lao Evangelical Church, LEC) – największy protestancki i chrześcijański Kościół w Laosie. Liczy ponad 200 tysięcy wiernych. 
Zapoczątkowany został w wyniku pracy misyjnej prowadzonej przez szwedzkiego misjonarza (1890), Braci Szwajcarskich (1902), oraz misjonarzy Chrześcijańskiego i Misyjnego Sojuszu (1928). Misjonarze pracujący w trzech różnych częściach kraju spotkali się w 1956 r. i utworzyli Laotański Kościół Ewangeliczny.